# Rhinolophus shameli
Rhinolophus shameli es una especie de murciélago de la familia Rhinolophidae.

## Distribución geográfica
Se encuentra en Camboya, Laos, Birmania, Tailandia y Vietnam.